# Championnats du monde de cyclo-cross 2008
Navigation
Édition précédente Édition suivante
Les championnats du monde de cyclo-cross 2008 ont lieu le 26 et le 27 janvier 2008 à Trévise, en Italie.

## Organisation
Les championnats du monde sont organisés sous l'égide de l'Union cycliste internationale. L'entrée de l'évènement est gratuite.

## Podiums

### Hommes
| Épreuves                  | Or              | Argent         | Bronze            |
| ------------------------- | --------------- | -------------- | ----------------- |
| Élites (détails)          | Lars Boom       | Zdeněk Štybar  | Sven Nys          |
| Moins de 23 ans (détails) | Niels Albert    | Aurélien Duval | Claudio Cominelli |
| Juniors                   | Arnaud Jouffroy | Peter Sagan    | Lubomír Petruš    |

### Femmes
| Épreuves         | Or                | Argent       | Bronze             |
| ---------------- | ----------------- | ------------ | ------------------ |
| Élites (détails) | Hanka Kupfernagel | Marianne Vos | Laurence Leboucher |

## Classements

### Course masculine
Dès le départ de la course, Lars Boom tente de s'échapper. Il entraîne avec lui l'Italien Marco Aurelio Fontana et le Français Francis Mourey. Mais les trois hommes ne collaborent pas et un petit peloton se reforme. Il s'ensuit alors une course d'attente et aucun favori ne veut véritablement prendre la course à son compte.
À deux tours de l'arrivée, Francis Mourey, la principale chance française, chute lourdement et est contraint à l'abandon. Finalement, Lars Boom part dans le dernier tour pour ne plus être rejoint. Il finit la course détaché. Derrière, les Belges Sven Nys et Erwin Vervecken, ainsi que le tchèque Zdeněk Štybar se disputent le sprint pour les dernières marches du podium.
| Pos.                               | Cycliste                   | Pays        | Temps           |
| ---------------------------------- | -------------------------- | ----------- | --------------- |
| Médaille d'or, Coupe du Monde      | Lars Boom                  | Pays-Bas    | 1 h 05 min 27 s |
| Médaille d'argent, Coupe du Monde  | Zdeněk Štybar              | Tchéquie    | +5 s            |
| Médaille de bronze, Coupe du Monde | Sven Nys                   | Belgique    | +6 s            |
| 4.                                 | Erwin Vervecken            | Belgique    | +9 s            |
| 5.                                 | Radomír Šimůnek            | Tchéquie    | +10 s           |
| 6.                                 | Marco Aurelio Fontana      | Italie      | m.t.            |
| 7.                                 | Sven Vanthourenhout        | Belgique    | m.t.            |
| 8.                                 | Christian Heule            | Suisse      | +12 s           |
| 9.                                 | John Gadret                | France      | m.t.            |
| 10.                                | Klaas Vantornout           | Belgique    | m.t.            |
| 11.                                | Kevin Pauwels              | Belgique    | +18 s           |
| 12.                                | Richard Groenendaal        | Pays-Bas    | m.t.            |
| 13.                                | Enrico Franzoi             | Italie      | +19 s           |
| 14.                                | Bart Aernouts              | Belgique    | +20 s           |
| 15.                                | Bart Wellens               | Belgique    | +21 s           |
| 16.                                | Simon Zahner               | Suisse      | +22 s           |
| 17.                                | Gerben de Knegt            | Pays-Bas    | +27 s           |
| 18.                                | Marek Cichosz              | Pologne     | + m.t.          |
| 19.                                | Milan Barenyi              | Slovaquie   | +28 s           |
| 20.                                | Wilant Van Gils            | Pays-Bas    | +31 s           |
| 21.                                | Marco Bianco               | Italie      | +37 s           |
| 22.                                | Isaac Suárez               | Espagne     | +40 s           |
| 23.                                | Jonathan Page              | États-Unis  | +41 s           |
| 24.                                | Steve Chainel              | France      | +49 s           |
| 25.                                | José Antonio Hermida Ramos | Espagne     | + 1 min 00 s    |
| 26.                                | Timothy Johnson            | États-Unis  | + 1 min 02 s    |
| 27.                                | Jeremy Powers              | États-Unis  | + 1 min 11 s    |
| 28.                                | David Derepas              | France      | + 1 min 19 s    |
| 29.                                | Pirmin Lang                | Suisse      | + 1 min 26 s    |
| 30.                                | Dieter Vanthourenhout      | Belgique    | + 1 min 37 s    |
| 31.                                | Malte Urban                | Allemagne   | + 1 min 51 s    |
| 32.                                | Kamil Ausbuher             | Tchéquie    | + 2 min 07 s    |
| 33.                                | Alessandro Gambino         | Italie      | + 2 min 24 s    |
| 34.                                | Robert Glajza              | Slovaquie   | m.t.            |
| 35.                                | Luca Damiani               | Italie      | + 2 min 30 s    |
| 36.                                | Javier Ruiz de Larrinaga   | Espagne     | + 2 min 34 s    |
| 37.                                | Marcel Wildhaber           | Suisse      | + 2 min 41 s    |
| 38.                                | Finn Heitmann              | Allemagne   | + 2 min 52 s    |
| 39.                                | Maroš Kováč                | Slovaquie   | + 3 min 24 s    |
| 40.                                | Magnus Darvell             | Suède       | + 3 min 25 s    |
| 41.                                | Nicolas Bazin              | France      | + 3 min 36 s    |
| 42.                                | Gusty Bausch               | Luxembourg  | + 3 min 46 s    |
| 43.                                | Julien Belgy               | France      | + 4 min 02 s    |
| 44.                                | Thijs Al                   | Pays-Bas    | + 4 min 09 s    |
| 45.                                | Michael Müller             | Suisse      | + 4 min 20 s    |
| 46.                                | Mariusz Gil                | Pologne     | + 4 min 21 s    |
| 47.                                | René Birkenfeld            | Allemagne   | + 4 min 32 s    |
| 48.                                | Mike Garrigan              | Canada      | + 4 min 33 s    |
| 49.                                | Johannes Sickmüller        | Allemagne   | + 4 min 36 s    |
| 50.                                | Vaclav Metlicka            | Slovaquie   | + 4 min 45 s    |
| 51.                                | Robert Jebb                | Royaume-Uni | m.t.            |
| 52.                                | Paul Oldham                | Royaume-Uni | + 4 min 54 s    |
| 53.                                | Fredrik Ericsson           | Suède       | + 5 min 10 s    |
| 54.                                | Joachim Parbo              | Danemark    | + 5 min 20 s    |
| 55.                                | Unai Yus                   | Espagne     | + 5 min 57 s    |
| 56.                                | Aaron Schooler             | Canada      | + 6 min 45 s    |
| 57.                                | Keiichi Tsujiura           | Japon       | + 7 min 16 s    |
| 58.                                | Jens Westergren            | Suède       | + 7 min 39 s    |
| 59.                                | Osmond Bakker              | Canada      | m.t.            |
| 60.                                | Zdeněk Mlynář              | Tchéquie    | + 1 tour        |
| 61.                                | Martin Vestby              | Norvège     | + 2 tours       |
| 62.                                | Masanori Kosaka            | Japon       | + 3 tours       |

### Course féminine
| Pos.                               | Cycliste                   | Temps        |
| ---------------------------------- | -------------------------- | ------------ |
| Médaille d'or, Coupe du Monde      | Hanka Kupfernagel          | 45 min 15 s  |
| Médaille d'argent, Coupe du Monde  | Marianne Vos               | +13 s        |
| Médaille de bronze, Coupe du Monde | Laurence Leboucher         | +17 s        |
| 4.                                 | Christel Ferrier-Bruneau   | +26 s        |
| 5.                                 | Maryline Salvetat          | +52 s        |
| 6.                                 | Mirjam Melchers-Van Poppel | +58 s        |
| 7.                                 | Wendy Simms                | + 1 min 04 s |
| 8.                                 | Daphny van den Brand       | + 1 min 09 s |
| 9.                                 | Rachel Lloyd               | + 1 min 23 s |
| 10.                                | Caroline Mani              | + 1 min 42 s |
| 11.                                | Saskia Elemans             | + 1 min 45 s |
| 12.                                | Reza Hormes-Ravenstijn     | + 2 min 12 s |
| 13.                                | Stephanie Pohl             | + 2 min 14 s |
| 14.                                | Nadia Triquet-Claude       | + 2 min 18 s |
| 15.                                | Sanne van Paassen          | + 2 min 24 s |
| 16.                                | Pavla Havlíková            | + 2 min 39 s |
| 17.                                | Susanne Juranek            | + 2 min 54 s |
| 18.                                | Helen Wyman                | + 2 min 58 s |
| 19.                                | Vania Rossi                | + 3 min 18 s |
| 20.                                | Kerry Barnholt             | m.t.         |
| 21.                                | Amy Dombroski              | + 3 min 44 s |
| 22.                                | Susan Butler               | + 3 min 53 s |
| 23.                                | Elke Riedl                 | + 4 min 44 s |
| 24.                                | Sanne Cant                 | + 4 min 54 s |
| 25.                                | Francesca Cucciniello      | + 5 min 01 s |
| 26.                                | Daniela Bresciani          | + 5 min 02 s |
| 27.                                | Loes Sels                  | + 5 min 10 s |
| 28.                                | Milena Cavani              | + 5 min 15 s |
| 29.                                | Veerle Ingels              | + 5 min 50 s |
| 30.                                | Kelly Jones                | + 6 min 05 s |
| 31.                                | Mika Ogishima              | + 6 min 19 s |
| 32.                                | Gabriella Day              | + 6 min 40 s |
| 33.                                | Lise Müller                | + 7 min 18 s |
| 34.                                | Masumi Sakai               | + 8 min 05 s |
| 35.                                | Veronica Alessio           | + 8 min 21 s |
| 36.                                | Ayako Toyooka              | + 9 min 56 s |

### Course moins de 23 ans
| Pos.                               | Cycliste              | Temps        |
| ---------------------------------- | --------------------- | ------------ |
| Médaille d'or, Coupe du Monde      | Niels Albert          | 51 min 11 s  |
| Médaille d'argent, Coupe du Monde  | Aurélien Duval        | +38 s        |
| Médaille de bronze, Coupe du Monde | Cristian Cominelli    | +46 s        |
| 4.                                 | Jonathan Lopez        | +47 s        |
| 5.                                 | Clément Bourgoin      | +48 s        |
| 6.                                 | Lukáš Klouček         | +53 s        |
| 7.                                 | Fabio Ursi            | + 1 min 05 s |
| 8.                                 | Guillaume Perrot      | + 1 min 31 s |
| 9.                                 | Paul Voss             | + 1 min 39 s |
| 10.                                | Ramon Sinkeldam       | m.t.         |
| 11.                                | Thijs van Amerongen   | m.t.         |
| 12.                                | Jempy Drucker         | + 1 min 46 s |
| 13.                                | Julien Pion           | + 1 min 52 s |
| 14.                                | Pawel Szczepaniak     | + 1 min 55 s |
| 15.                                | Ondřej Bambula        | m.t.         |
| 16.                                | Philipp Walsleben     | + 1 min 57 s |
| 17.                                | René Lang             | + 1 min 58 s |
| 18.                                | Tom Meeusen           | m.t.         |
| 19.                                | Quentin Bertholet     | + 2 min 01 s |
| 20.                                | Ian Field             | + 2 min 19 s |
| 21.                                | Matteo Trentin        | + 2 min 38 s |
| 22.                                | Mitchell Huenders     | + 2 min 42 s |
| 23.                                | Gorka Izagirre        | + 2 min 45 s |
| 24.                                | Yannick Tiedt         | + 2 min 46 s |
| 25.                                | Wim Leemans           | + 2 min 53 s |
| 26.                                | Alessandro Calderan   | + 2 min 58 s |
| 27.                                | Róbert Gavenda        | + 3 min 17 s |
| 28.                                | Julien Taramarcaz     | + 3 min 18 s |
| 29.                                | Ivar Hartogs          | + 3 min 29 s |
| 30.                                | Marcel Meisen         | + 3 min 32 s |
| 31.                                | Sylwester Janiszewski | + 3 min 39 s |
| 32.                                | David Lozano          | + 3 min 40 s |
| 33.                                | Marco Ponta           | + 3 min 41 s |
| 34.                                | James Driscoll        | + 3 min 46 s |
| 35.                                | Joeri Adams           | + 3 min 51 s |
| 36.                                | Yu Takenouchi         | + 3 min 52 s |
| 37.                                | Mattias Nilsson       | + 3 min 54 s |
| 38.                                | Ole Quast             | + 3 min 56 s |
| 39.                                | Jiří Polnický         | + 4 min 00 s |
| 40.                                | Boy van Poppel        | + 4 min 05 s |
| 41.                                | Martin Haring         | + 4 min 07 s |
| 42.                                | Brian Robinson        | + 4 min 18 s |
| 43.                                | Nicholas Weighall     | + 4 min 35 s |
| 44.                                | Chance Noble          | + 4 min 55 s |
| 45.                                | Carson Miller         | + 5 min 44 s |
| 46.                                | Nico Brüngger         | + 5 min 57 s |
| 47.                                | David Menger          | + 6 min 06 s |
| 48.                                | Mark Thwaites         | + 6 min 18 s |
| 49.                                | Mauro Gonzalez Fontan | + 7 min 15 s |
| 50.                                | Kyle Douglas          | + 7 min 27 s |
| 51.                                | Guillaume Dessibourg  | + 8 min 01 s |
| 52.                                | Tomasz Repinski       | + 1 tour     |
| 53.                                | Yudai Izawa           | + 1 tour     |
| 54.                                | Shaun Adamson         | + 1 tour     |
| 55.                                | Lucian Logigan        | + 1 tour     |
| 56.                                | Yegor Dementyev       | + 1 tour     |

## Tableau des médailles
| Rang | Nation    | Or | Argent | Bronze | Total |
| ---- | --------- | -- | ------ | ------ | ----- |
| 1    | France    | 1  | 1      | 1      | 3     |
| 2    | Pays-Bas  | 1  | 1      | 0      | 2     |
| 3    | Belgique  | 1  | 0      | 1      | 2     |
| 4    | Allemagne | 1  | 0      | 0      | 1     |
| 5    | Tchéquie  | 0  | 1      | 1      | 2     |
| 6    | Slovaquie | 0  | 1      | 0      | 1     |
| 7    | Italie    | 0  | 0      | 1      | 1     |